# 찰스 부스

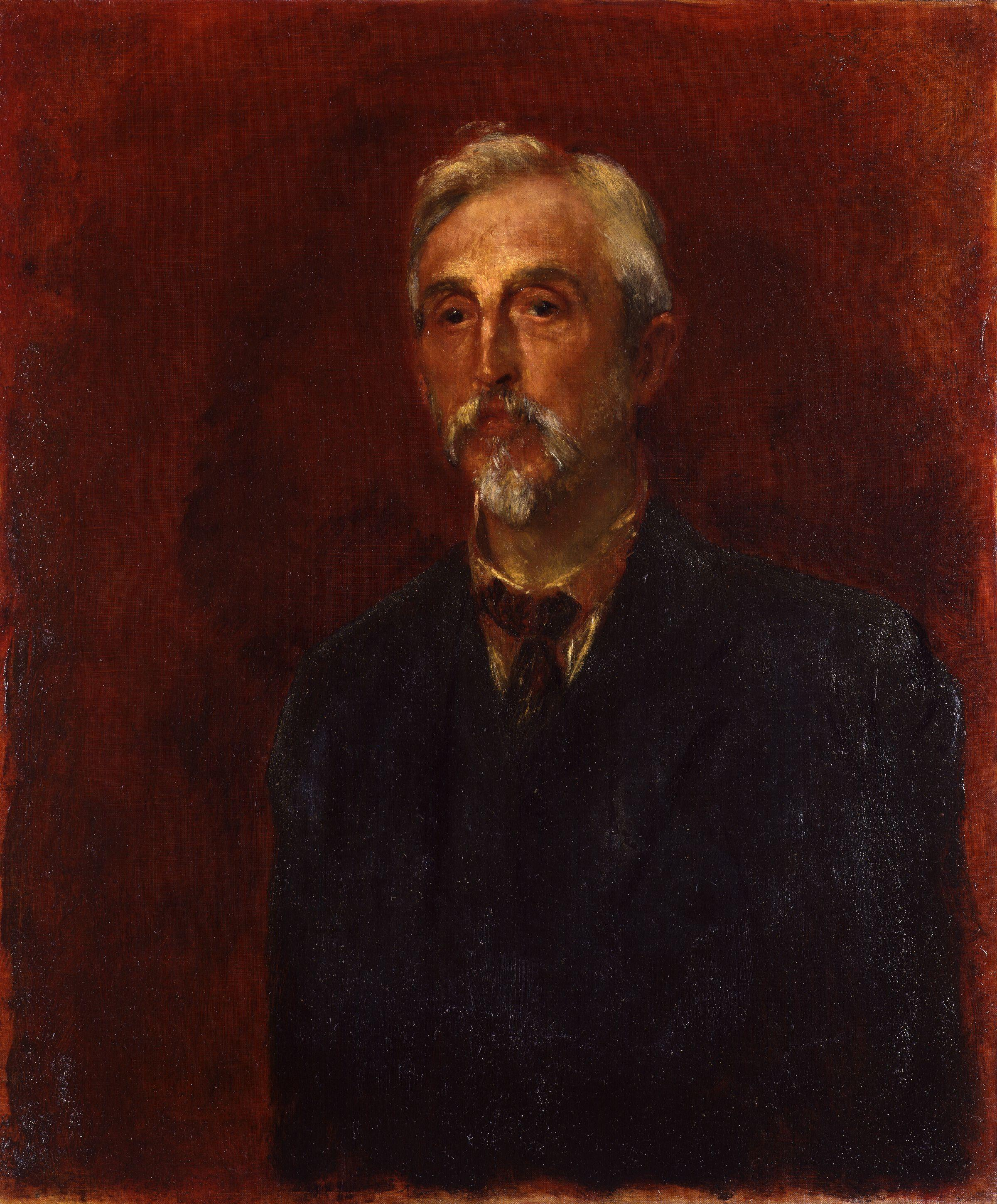
찰스 부스 초상화, 조지 프레드릭 와츠, 1901년 작.

찰스 부스(영어: Charles Booth, 1840년 ~ 1916년)는 영국의 유명한 사회문제 연구가이다. 기선회사의 회장, 왕립학회 회원, 추밀고문관 등을 역임하였다. 1908년에 양로연금법의 성립에 커다란 역할을 하였다. 사회 문제를 연구하여 《런던 시민의 생활과 노동》을 저술하였다.